# پیچه بارگذاری

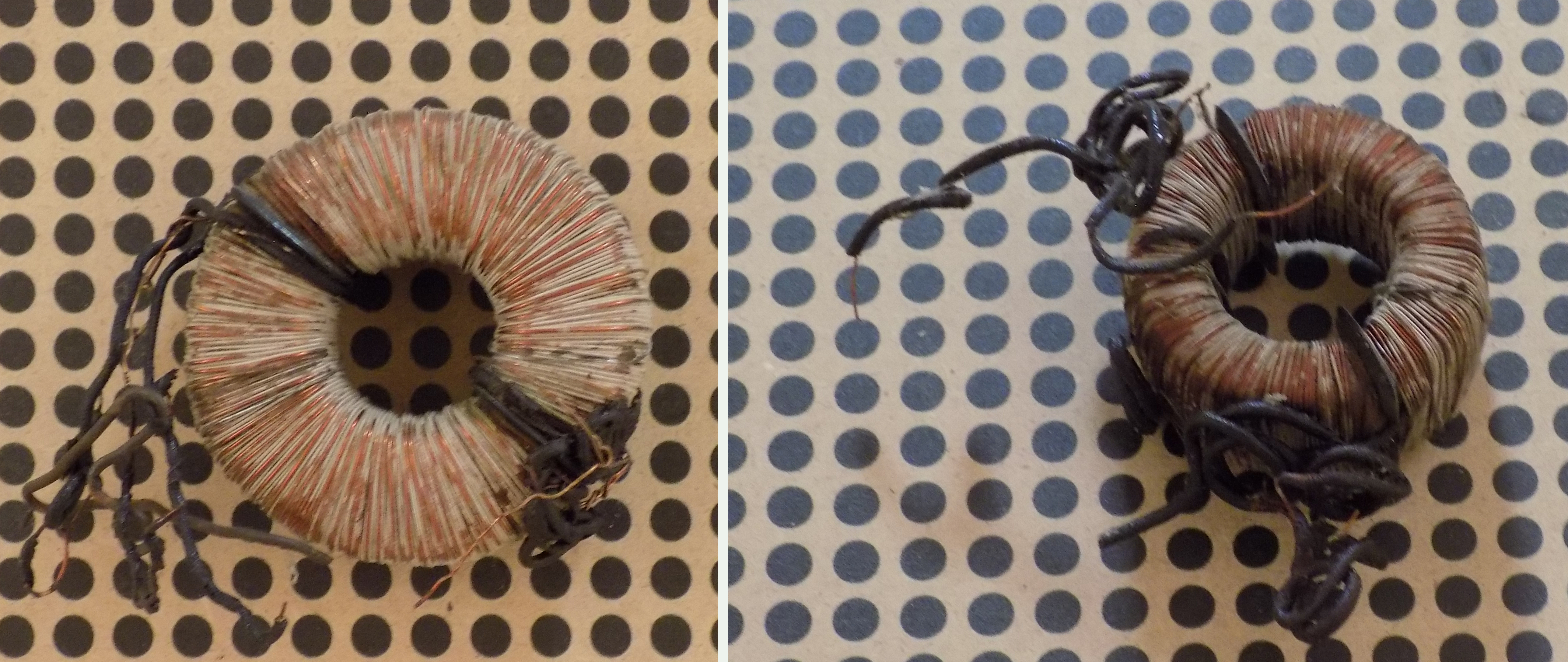
پیچه‌های پاپین در موزه PTT در بلگراد (صربستان)

پیچه بارگذاری (به انگلیسی: loading coil) یا سیم‌پیچ بارگذاری یا پیچه بار (به انگلیسی: load coil)، سلفی است که برای افزایش اندوکتانس آن در مدار الکترونیکی قرار می‌گیرد. این اصطلاح در قرن نوزدهم برای سلف‌هایی که برای جلوگیری از اعوجاج سیگنال در کابل‌های انتقال تلگراف راه-دور استفاده می‌شد، ابداع شد. این اصطلاح همچنین برای سلف‌ها در آنتن‌های رادیویی یا بین آنتن و خط تغذیه آن برای ایجاد یک آنتن کوتاه الکتریکی در فرکانس کاری خود استفاده می‌شود. 
مفهوم بارگذاری پیچه‌ها توسط الیور هویساید در مطالعه مشکل سرعت سیگنال‌دهی کُند اولین کابل تلگراف فرا-اقیانوس‌اطلس در دهه ۱۸۶۰ کشف شد. او نتیجه گرفت که اندوکتانس اضافی برای جلوگیری از اعوجاج دامنه و تأخیر زمانی سیگنال ارسالی مورد نیاز است. شرایط ریاضی برای انتقال بدون اعوجاج به عنوان شرایط هویساید شناخته می‌شود. خطوط تلگراف قبلی زمینی یا کوتاهتر بودند و از این رو تأخیر کمتری داشتند و نیاز به اندوکتانس اضافی چندان زیادی نبود. کابل‌های مخابراتی زیردریایی به‌ویژه درمعرض این مشکل هستند، اما نصب‌های اولیه قرن بیستم که از زوج‌های متعادل استفاده می‌کردند، اغلب با سیم یا نوار آهنی به‌جای پیچه‌های مجزا بارگذاری می‌شدند، که از مشکل آب‌بندی جلوگیری می‌کرد.
پیچه‌های بارگیری از لحاظ تاریخی به نام پیچه‌های پاپین (به انگلیسی: Pupin coils) پس از میهایلو پاپین نیز شناخته می‌شوند، به ویژه هنگامی که برای شرایط هویساید استفاده می‌شوند و فرایند قرار دادن آنها را گاهی پاپینِش می‌نامند.

## کاربردها

طرح‌وارهٔ یک خط تلفن با بار متعادل. خازن‌ها اجزای مجزا نیستند اما ظرفیت‌خازنی توزیع شده بین رساناهای سیمی خط را نشان می‌دهند که با خطوط نقطه چین نشان داده می‌شود. پیچه‌های بارگذاری از مخدوش شدن سیگنال صوتی (صدا) توسط ظرفیت‌خازنی خط جلوگیری می‌کنند. سیم‌پیچ‌های پیچه بارگذاری به گونه ای پیچیده می‌شوند که شار مغناطیسی القا شده در هسته برای هر دو سیم‌پیچ در یک جهت باشد.

### خطوط تلفن
یکی از کاربردهای رایج پیچه‌های بارگذاری، بهبود مشخصه‌های پاسخ دامنه فرکانس صدا در زوج به‌هم‌تابیده در کابل تلفن است. از آنجایی که زوج به‌هم‌تابیده یک شکل‌بندی متعادل است، نیمی از پیچه بارگذاری باید در هر پایه از زوج سیم قرار داده شود تا تعادل حفظ شود. معمول است که هر دو این سیم‌پیچ‌ها روی یک هسته تشکیل شوند. این باعث افزایش به‌هم‌پیوستگی شار می‌شود که بدون آن تعداد دُورهای پیچه باید افزایش یابد. علیرغم استفاده از هسته‌های معمولی، چنین سیم پیچ‌های بارگذاری شامل ترانسفورماتور نمی‌شوند، زیرا آنها تزویج به مدارهای دیگر را فراهم نمی‌کنند.

#### دی‌اس‌ال
با پیچه‌ها بارگذاری، تضعیف سیگنال مدار برای سیگنال‌های درون باندگذر خط انتقال کم می‌ماند، اما برای فرکانس‌های بالاتر از فرکانس قطع صوت به سرعت افزایش می‌یابد. اگر خط تلفن متعاقباً برای پشتیبانی از کاربردهایی که به فرکانس‌های بالاتر نیاز دارند، مانند سیستم‌های حامل آنالوگ یا دیجیتال یا خط اشتراک دیجیتال (DSL) مجدداً استفاده شود، پیچه‌های بارگذاری باید حذف یا جایگزین شوند. با استفاده از پیچه‌هایی با خازن‌های موازی، فیلتری با پیکربندی یک فیلتر مشتق-ام تشکیل می‌شود و یک باند فرکانس بالای نقطه قطع نیز عبور داده می‌شود. بدون حذف، برای مشترکان در مسافت طولانی، به عنوان مثال، بیش از ۴ مایل (۶٫۴ کیلومتر) از دفتر مرکزی، DSL قابل پشتیبانی نیست.

### آنتن رادیو

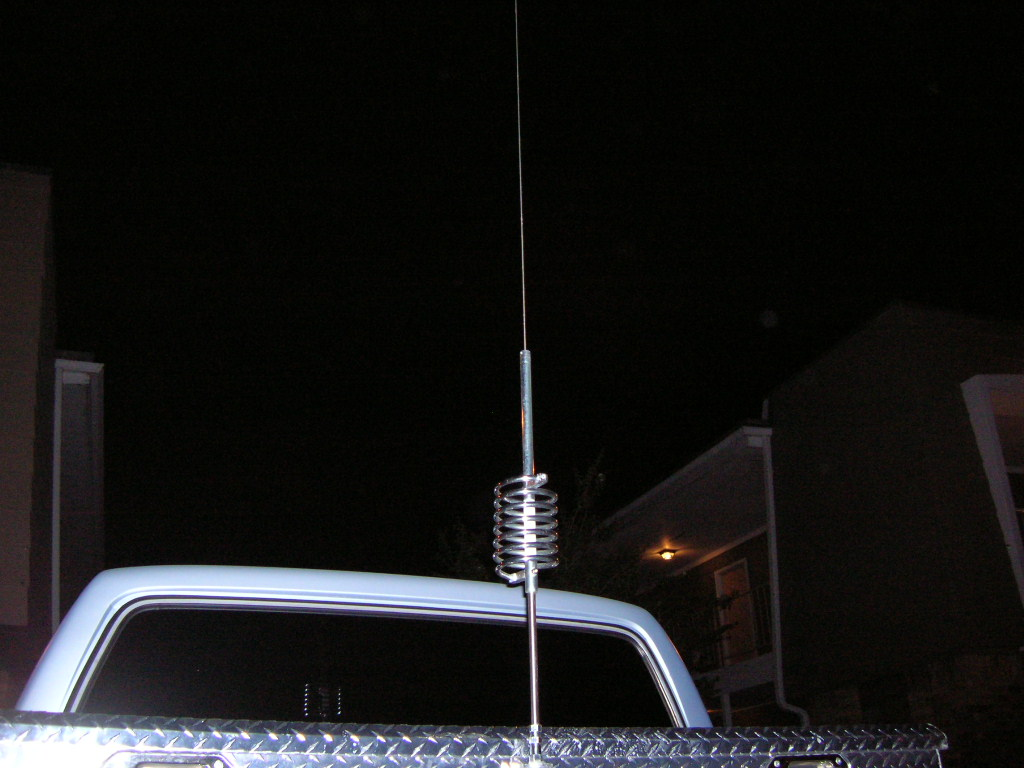
یک آنتن معمولی موبایل با یک پیچه بارگذاری در مرکز

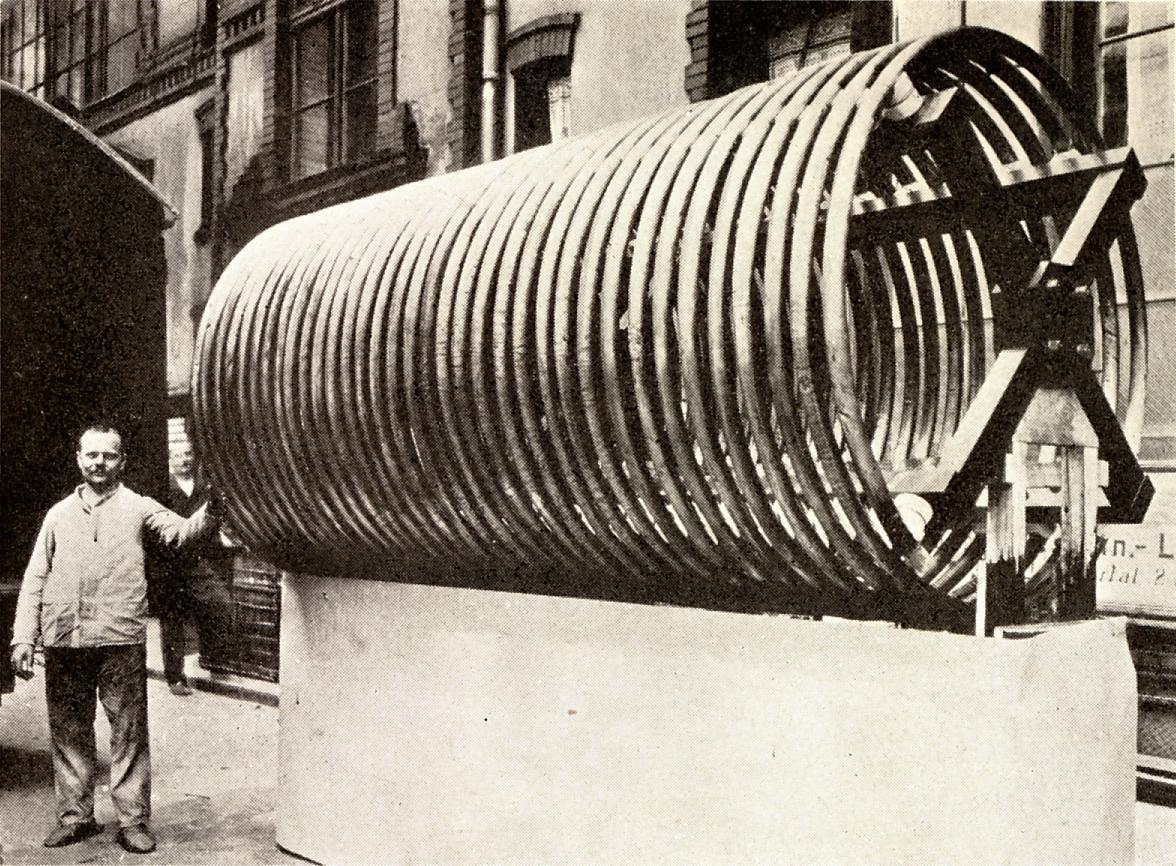
یک پیچه بارگذاری آنتن عظیم که در یک ایستگاه رادیوتلگراف قدرتمند موج‌بلند در نیوجرسی در سال ۱۹۱۲ استفاده شد.

نوع دیگری از پیچه بارگذاری در آنتن‌های رادیویی استفاده می‌شود. آنتن‌های رادیویی تک‌قطبی و دوقطبی برای کار به عنوان تشدیدگر امواج رادیویی طراحی شده‌اند. توان فرستنده که از طریق خط انتقال آنتن به آنتن وارد می‌شود، امواج ایستاده ولتاژ و جریان در عنصر آنتن را تحریک می‌کند. برای تشدید «طبیعی» آنتن، باید طول فیزیکی یک چهارم طول موج امواج رادیویی مورد استفاده (یا مضربی از آن طول، با مضرب‌های فرد معمولاً ترجیح داده شود) داشته باشد. در تشدید، آنتن به صورت الکتریکی به‌صورت یک مقاومت خالص عمل می‌کند و تمام توان اعمال شده به آن را از فرستنده جذب می‌کند.

### انتقال توان حجیم
برای کاهش تلفات به دلیل ظرفیت‌خازنی بالا در خطوط انتقال قدرت در مسافت‌های طولانی، می‌توان اندوکتانس را با یک سامانه انتقال AC انعطاف‌پذیر (FACTS)، یک جبران‌ساز ایستای VAR یا یک جبران‌ساز سری همزمان ایستا به مدار معرفی کرد. جبران‌سازی سری می‌تواند به عنوان یک سلف متصل به مدار به صورت سری در نظر گرفته شود اگر القاوری را به مدار برساند.

## معادله کمبل
معادله کمبل رابطه ای است که جورج اشلی کمبل برای پیش‌بینی ثابت انتشار یک خط بارگذاری شده. به این صورت بیان شده است؛
{\displaystyle \cosh \left(\gamma 'd\right)=\cosh(\gamma d)+{\frac {Z}{2Z_{0}}}\sinh(\gamma d)}
که دراینجا،
{\displaystyle \gamma \!\,} ثابت انتشار خط بدون بار است
{\displaystyle \gamma '\!\,} ثابت انتشار خط بارگذاری شده است
{\displaystyle d\!\,} فاصله بین پیچه‌ها در خط بارگذاری شده است
{\displaystyle Z\!\,} امپدانس یک پیچه بارگذاری است و
{\displaystyle Z_{0}\!\,} امپدانس مشخصه خط بدون بار است.
یک قانون سرانگشتی دوستدار مهندسی این است که نیاز تقریبی برای فاصله بین پیچه‌های بارگذاری ده پیچه در هر طول‌موج حداکثر فرکانس ارسالی است. این تقریب را می‌توان با در نظر گرفتن خط بارگذاری شده به عنوان یک فیلتر کا ثابت و اعمال نظریه فیلتر تصویر بر روی آن به دست آورد. از نظریه اصلی فیلتر تصویر، فرکانس قطع زاویه ای و امپدانس مشخصه یک فیلتر کا ثابت پایین‌گذر به‌دست می‌آید با استفاده از.
{\displaystyle \omega _{c}={\frac {1}{\sqrt {L_{\frac {1}{2}}C_{\frac {1}{2}}}}}} و {\displaystyle Z_{0}={\sqrt {\frac {L_{\frac {1}{2}}}{C_{\frac {1}{2}}}}}}
که در اینجا {\textstyle L_{\frac {1}{2}}} و {\displaystyle C_{\frac {1}{2}}} مقادیر عنصر نیم بخش هستند.
از این معادلات اساسی، اندوکتانس پیچه بارگذاری و فاصله پیچه لازم را می‌توان یافت.
{\displaystyle L={\frac {Z_{0}}{\omega _{c}}}} و {\displaystyle d={\frac {2}{\omega _{c}Z_{0}C}}}
که در آن C ظرفیت در واحد طول خط است.
بیان این جمله تعداد پیچه در حاصل طول‌موج قطع؛ {\displaystyle {\frac {\lambda _{c}}{d}}=\pi vZ_{0}C}
که در آن v سرعت انتشار کابل مورد نظر است.
از آنجایی که {\textstyle v={1 \over Z_{0}C}} سپس
{\displaystyle {\frac {\lambda _{c}}{d}}=\pi } .
کمپبل با قیاس با یک خط مکانیکی که به‌طور دوره ای با وزنه‌هایی که توسط چارلز گادفری در سال ۱۸۹۸ توصیف شده بود، به این عبارت رسید که نتیجه مشابهی به دست آورد. خطوط بارگذاری مکانیکی این نوع برای اولین بار توسط جوزف-لوئیس لاگرانژ (۱۷۳۶–۱۸۱۳) مورد مطالعه قرار گرفت.
پدیده قطع که در آن فرکانس‌های بالاتر از فرکانس قطع منتقل نمی‌شوند، یک عارضه جانبی نامطلوب بارگذاری کویل‌ها است (اگرچه در توسعه فیلترها بسیار مفید بود). با استفاده از بارگذاری پیوسته از قطع جلوگیری می‌شود زیرا از ماهیت فشرده پیچه‌های بارگذاری ناشی می‌شود.

## تاریخچه

### الیور هِویساید

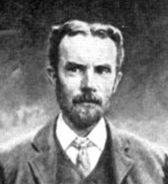
الیور هویساید

منشأ پیچه بارگذاری را می‌توان در کار الیور هویساید در مورد نظریه خطوط انتقال یافت. هویساید (۱۸۸۱) خط را به عنوان شبکه ای از عناصر مدار بی‌نهایت کوچک نشان داد. با اعمال محاسبات عملیاتی خود برای تحلیل این شبکه، او (۱۸۸۷) چیزی را کشف کرد که به عنوان شرایط هویساید شناخته می‌شود. این شرطی است که باید رعایت شود تا خط انتقال عاری از اعوجاج باشد. شرط هویساید این است که امپدانس سری، Z، باید متناسب با ورودی شنت، Y، در همه فرکانس‌ها باشد. از نظر ضرایب خط اولیه شرط به صورت زیر است:
{\displaystyle {\frac {R}{G}}={\frac {L}{C}}}
که درآن:
{\displaystyle R} مقاومت سری خط در واحد طول است
{\displaystyle L} سلف سری خط در واحد طول است
{\displaystyle G} رسانایی نشتی شنت عایق خط در واحد طول است
{\displaystyle C} ظرفیت‌خازنی شنت بین رساناهای خط در واحد طول است
هویساید می‌دانست که این شرط در کابل‌های تلگراف عملی که در زمان او استفاده می‌شد، وجود نداشت. به‌طور کلی، یک کابل واقعی،
{\displaystyle {\frac {R}{G}}\gg {\frac {L}{C}}}
این عمدتاً به دلیل مقدار کم نشتی از طریق عایق کابل است که در کابل‌های نوین که عایق‌های بهتری نسبت به دوران هویساید دارند، حتی بارزتر است؛ بنابراین، برای برآورده شدن شرایط، گزینه‌ها تلاش برای افزایش G یا L یا کاهش R یا C است. کاهش R به رساناهای بزرگ‌تری نیاز دارد. مس قبلاً در کابل‌های تلگراف مورد استفاده قرار می‌گرفت و این بهترین رسانای موجود بدون استفاده از نقره است. کاهش R به معنای استفاده از مس بیشتر و کابل گرانتر است. کاهش C همچنین به معنای کابل بزرگتر است (البته نه لزوماً مس بیشتر). افزایش G بسیار نامطلوب است. در حالی که اعوجاج را کاهش می‌دهد، در عین حال تلفات سیگنال را افزایش می‌دهد. هِویساید این احتمال را در نظر گرفت، اما رد کرد که او را با این استراتژی افزایش L به عنوان راهی برای کاهش اعوجاج رها کرد.
هویساید بلافاصله (۱۸۸۷) چندین روش برای افزایش اندوکتانس، از جمله فاصله بیشتر رساناها از یکدیگر و بارگذاری عایق با گرد و غبار آهن پیشنهاد کرد. درنهایت، هویساید پیشنهاد (۱۸۹۳) را برای استفاده از سلف‌های گسسته در فواصل در طول خط ارائه کرد. با این حال، او هرگز موفق نشد GPO بریتانیا را برای پذیرش این ایده متقاعد کند. بریتانیا این را به عدم ارائه جزئیات مهندسی در مورد اندازه و فاصله پیچه‌ها برای پارامترهای کابل خاص توسط هویساید نسبت می‌دهد. شخصیت عجیب و غریب هِویساید و جدا کردن خود از سازمان نیز ممکن است در نادیده گرفتن او نقش داشته باشد.

## کابل‌های زیردریایی
اعوجاج یک مشکل خاص برای کابل‌های ارتباطی زیردریایی است، تا حدی به این دلیل که طول زیاد آنها باعث ایجاد اعوجاج بیشتری می‌شود، بلکه به این دلیل که به دلیل ویژگی‌های ماده عایق نسبت به سیم‌های باز روی تیرک‌ها مستعد اعوجاج هستند. طول‌موج‌های مختلف سیگنال با سرعت‌های متفاوتی در ماده حرکت می‌کند که باعث پاشش می‌شود. این مشکل در اولین کابل تلگراف فرااطلس بود که انگیزه هویساید را برای مطالعه مشکل و یافتن راه حل ایجاد کرد. پیچه‌های بارگذاری مشکل پاشش را حل می‌کند و اولین استفاده از آنها بر روی کابل زیردریایی در سال ۱۹۰۶ توسط زیمنس و هالسکه در کابلی در سراسر دریاچه کنستانس انجام شد.
در استفاده از پیچه‌های بارگیری با کابل‌های سنگین زیردریایی، تعدادی مشکل وجود دارد. برآمدگی پیچه‌های بارگذاری نمی‌توانست به راحتی از دستگاه کابل‌گذاری کشتی‌های کابل عبور کند و کشتی مجبور بود در حین گذاشتن پیچه بارگذاری سرعت خود را کاهش دهد. ناپیوستگی در محل نصب پیچه‌ها باعث ایجاد تنش در کابل در هنگام پیاده‌سازی می‌شود. بدون مراقبت زیاد، کابل ممکن است جدا شود و تعمیر آن دشوار باشد. مشکل دیگر این بود که علم مواد آن زمان در آب‌بندی اتصال پیچه و کابل در برابر نفوذ آب دریا با مشکل مواجه بود. وقتی این اتفاق افتاد کابل خراب شد. بارگذاری پیوسته برای غلبه بر این مشکلات توسعه داده شد، که همچنین دارای مزیت نداشتن فرکانس قطع است.

### کابل کراپ
یک مهندس دانمارکی به نام کارل امیل کراپ (Carl Emil Krarup) نوعی کابل با بارگذاری پیوسته را اختراع کرد که مشکلات پیچه‌های بارگذاری گسسته را حل می‌کرد. کابل کراپ دارای سیم‌های آهنی است که به‌طور پیوسته در اطراف رسانای مسی مرکزی با پیچه‌های مجاور در تماس با یکدیگر پیچیده شده است. این کابل اولین استفاده از بارگذاری پیوسته بر روی هر کابل مخابراتی بود. در سال ۱۹۰۲، کراپ هم مقاله خود را در مورد این موضوع نوشت و هم شاهد نصب اولین کابل بین هلسینگور (دانمارک) و هلسینبوری (سوئد) بود.

### کابل پرمالوی

ساخت کابل پرمالوی

حتی اگر کابل کراپ اندوکتانس را به خط اضافه کرد، این برای برآوردن شرایط هویساید کافی نبود. ای‌تی‌اندتی به دنبال ماده ای بهتر با نفوذپذیری مغناطیسی بالاتر بود. در سال ۱۹۱۴، گوستاو المن پرمالوی، یک آلیاژ بازپخت‌شده مغناطیسی آهن و نیکل را کشف کرد. در ج. در سال ۱۹۱۵، الیور ای. باکلی، اچ دی آرنولد و المن، همگی در آزمایشگاه‌های بل، سرعت انتقال را با پیشنهاد روشی برای ساخت کابل ارتباطی زیردریایی با استفاده از نوار پرمالوی که در اطراف رساناهای مسی پیچیده شده بود، بسیار بهبود بخشیدند.
این کابل در سال ۱۹۲۳ در یک آزمایش در برمودا آزمایش شد. اولین کابل پرمالوی که در خدمت قرار گرفت ، شهر نیویورک و هورتا (آزور) را در سپتامبر ۱۹۲۴ به هم متصل کرد. کابل پرمالوی باعث می‌شود که سرعت سیگنال‌دهی در کابل‌های تلگراف زیردریایی به ۴۰۰ کلمه در دقیقه در زمانی که ۴۰ کلمه در دقیقه خوب در نظر گرفته می‌شد افزایش یابد. اولین کابل فرا-اطلس تنها دو کلمه در دقیقه به دست آورد.

### کابل موفلزی

ساخت کابل موفلزی

موفلز خواص مغناطیسی مشابهی با پرمالوی دارد، اما افزودن مس به این آلیاژ، شکل‌پذیری را افزایش می‌دهد و به فلز اجازه می‌دهد تا به سیم کشیده شود. ساخت کابل موفلزی نسبت به کابل پرمالوی آسان‌تر است، این فلز به همان روشی که سیم آهنی در کابل کراپ وجود دارد، در اطراف رسانای مسی هسته پیچیده می‌شود. مزیت دیگر کابل موفلزی این است که ساختار خود را به پروفیل بارگذاری متغیر می‌دهد که به موجب آن بارگذاری به سمت انتها مخروطی می‌شود.
موفلز در سال ۱۹۲۳ توسط شرکت ساخت و ساز و نگهداری تلگراف در لندن اختراع شد که کابل را در ابتدا برای شرکت وسترن یونیون تلگراف ساخت. وسترن یونیون در رقابت با ای‌تی‌اندتی و شرکت وسترن الکتریک بود که از پرمالوی استفاده می‌کردند. حق اختراع پرمالوی توسط وسترن الکتریک بود که از استفاده وسترن یونیون از آن جلوگیری کرد.

### بارگذاری وصله‌ای
بارگذاری پیوسته کابل‌ها گران است و از این رو فقط در صورت لزوم انجام می‌شود. بارگذاری فشرده با پیچه ارزان‌تر است اما دارای معایب آب‌بندی دشوار و فرکانس قطع معین است. یک طرح‌واره سازشی، بارگذاری وصله‌ای است که به موجب آن کابل به‌طور پیوسته در بخش‌های تکراری بارگذاری می‌شود. بخش‌های میانی بدون بارگذاری‌شدن رها می‌شوند.

### روال جاری
کابل بارگذاری شده دیگر فناوری مفیدی برای کابل‌های ارتباطی زیردریایی نیست، زیرا ابتدا توسط کابل هم‌محور با استفاده از تکرارکننده‌های الکتریکی و سپس با کابل فیبرنوری جایگزین شده است. تولید کابل‌های بارگذاری شده در دهه ۱۹۳۰ کاهش یافت و پس از جنگ جهانی دوم جایگزین فناوری‌های دیگر شد. امروزه هنوز هم می‌توان پیچه‌های بارگذاری را در برخی از خطوط تلفن ثابت یافت، اما تأسیسات جدید از فناوری نوین‌تری استفاده می‌کنند.

## کتابشناسی
- Bakshi, V.A. ; Bakshi, A V, Transmission Lines And Waveguide, Technical Publications, 2009 شابک ‎۸۱۸۴۳۱۶۳۴۸.
- Bray, J. , Innovation and the Communications Revolution, Institute of Electrical Engineers, 2002 شابک ‎۰۸۵۲۹۶۲۱۸۵.
- Brittain, James E. , "The introduction of the loading coil: George A. Campbell and Michael I. Pupin", Technology and Culture, vol. 11, no. 1, pp. 36–57, The Johns Hopkins University Press on behalf of the Society for the History of Technology, January 1970.
- Godfrey, Charles, "On discontinuities connected with the propagation of wave-motion along a periodically loaded string", Philosophical Magazine, ser. 5, vol. 45, no. 275, pp. 356-363, April 1898.
- Green, Allan, "150 Years Of Industry & Enterprise At Enderby's Wharf", Fleming Centenary Conference, University College, July 2004, retrieved from History of the Atlantic Cable & Undersea Communications, 16 January 2009.
- Griffiths, Hugh, "Oliver Heaviside", ch. 6 in, Sarkar, Tapan K; Mailloux, Robert J; Oliner, Arthur A; Salazar-Palma, Magdalena; Sengupta, Dipak L, History of Wireless, Wiley, 2006 شابک ‎۰۴۷۱۷۸۳۰۱۳.
- Heaviside, O. , Electrical Papers, American Mathematical Society Bookstore, 1970 (reprint from 1892) اُسی‌ال‌سی ۲۲۶۹۷۳۹۱۸.
- Huurdeman, A.A. , The Worldwide History of Telecommunications, Wiley-IEEE, 2003 شابک ‎۰۴۷۱۲۰۵۰۵۲.
- Kragh, H. , "The Krarup cable: Invention and early development", Technology and Culture, vol. 35, no. 1, pp. 129–157, The Johns Hopkins University Press on behalf of the Society for the History of Technology, January 1994.
- Mason, Warren P. , "Electrical and mechanical analogies", Bell System Technical Journal, vol. 20, no. 4, pp. 405–414, October 1941.
- May, Earl Chapin, "Four millions on 'permalloy'—to win!", Popular Mechanics, vol. 44, no. 6, pp. 947–952, December 1925 ISSN 0032-4558.
- Nahin, Paul J. , Oliver Heaviside: The Life, Work, and Times of an Electrical Genius of the Victorian Age, JHU Press, 2002 شابک ‎۰۸۰۱۸۶۹۰۹۹.
- Newell, E.L. , "Loading coils for ocean cables", Transactions of the American Institute of Electrical Engineers, Part I: Communication and Electronics, vol. 76, iss. 4, pp. 478–482, September 1957.
- این مقاله حاوی محتوای تحت مالکیت عمومی از سند «Federal Standard 1037C». General Services Administration است. (in support of MIL-STD-188)

- Allan Green, "150 Years Of Industry & Enterprise At Enderby's Wharf", History of the Atlantic Cable & Undersea Communications. Includes photographs of continuously loaded cable.